# Celestyn Wojciech Sokolnicki
Celestyn Wojciech Sokolnicki herbu Nowina (ur. w 1752 w Ceradzu koło Buku, zm. 6 kwietnia 1819 w Poznaniu) – stolnik poznański, generał adiutant królewski, hrabia pruski.

## Życiorys
Celestyna Sokolnickiego rodzicami byli Kazimierz Sokolnicki oraz Katarzyna z domu Walknowska. W Kościańskiem należały do niego Jarogniewice i Borowo. Poseł na sejm 1780 roku z województwa gnieźnieńskiego, sędzia sejmowy. W 1784 został podstolim, a rok wcześniej otrzymał cześnikostwo poznańskie. Poseł na sejm w 1786, a w roku następnym został podczaszym by w 1791 otrzymać urząd stolnika poznańskiego. Był posłem na Sejm Czteroletni w 1790 z województwa poznańskiego. Zwolennik reform i gorący obrońca wolności państwa. 2 maja 1791 podpisał asekurację, w której zobowiązał się do popierania projektu Ustawy Rządowej. Kiedy ogłaszano Konstytucję 3 maja popierał opozycję, jednak podpisał ustawę. W drugiej połowie 1791 i na początku 1792 popierał Konstytucję, której zwolennikami byli jego wyborcy. Sejmik kościański z inicjatywy Sokolnickiego napisał list do króla w którym wspomniano o radości z jaką witają ustawę. W 1792 w Poznaniu na jego wniosek zaprzysiężono czynną obronę kraju przez pięciu obecnych senatorów i wszystkich posłów. W związku z takim zapewnieniem Celestyn Sokolnicki w swoich dobrach uwolnił z poddaństwa pięciu chłopów, którzy w zamian mieli obowiązek odbyć całą kampanią i uczestniczyć przynajmniej w jednej bitwie. Sokolnicki z grupą posłów z Wielkopolski, kiedy Stanisław August przystąpił do konfederacji targowickiej był skłonny ku koncepcji, żeby królowi pruskiemu ofiarować koronę polską, a nawet był do tego monarchy delegatem.
Jednak w sierpniu 1794, kiedy generał Jana Henryka Dąbrowskiego podróżował do Wielkopolski, Celestyn Sokolnicki był już wówczas w Kościanie marszałkiem powstania i następnie delegatem do Rady Najwyższej. Po upadku powstania kościuszkowskiego do 1806 wycofał się z czynnego życia politycznego, aż do witania w imieniu szlachty wielkopolskiej wkraczającego do Poznania Napoleona. Przewodził komisji wojewódzkiej, której zadaniem było zbieranie pieniędzy na powstającą armię, a dzięki tym dotacjom pieniężnym wystawiono pułk szaserów. Na wieść o powołaniu Wielkiego Księstwa Poznańskiego jako jeden z deputowanych spieszył do Berlina oraz był wśród witających pruskie władze okupacyjne, które wkraczały do Poznania. W 1817 od Fryderyka Wilhelma III Pruskiego otrzymał tytuł hrabiowski. Zmarł 6 kwietnia 1819 w Poznaniu, a pochowany został w kościele Filipinów w Gostyniu. Jego żoną była Urszula z Golińskich i mieli syna Józefa.
Odznaczony Orderem św. Stanisława w 1786, a Orderem Orła Białego w 1792, hrabia pruski od 1817.